# Camilla Svarfvar
Jenny Camilla Svarfvar, född 31 augusti 1977 i Torps församling, Västernorrlands län, är en svensk violast.

## Biografi
Camilla Svarfvar studerade violaspel för Björn Sjögren vid Kungliga Musikhögskolan i Stockholm, och för Alan De Veritch vid Indiana University Bloomington, där hon själv också var assisterande lärare.
Camilla Svarfvar har varit verksam i Kungliga Hovkapellet och Radiosymfonikerna. Sedan 2012 är hon medlem i Kungliga Filharmonikerna. Hon är bror till den svenske violinisten Christian Svarfvar.